# Jardim Tunduru
O Jardim Tunduru é um espaço ajardinado no centro da cidade de Maputo, Moçambique, denominado Jardim Municipal Vasco da Gama antes da independência nacional.

## História
A estrutura tem a sua origem no Jardim da Sociedade e de Arboricultura e Floricultura de finais do século XIX. Nessa altura o Governo entregou a esta sociedade um terreno, às portas da vila de Lourenço Marques, com uma superfície total de treze hectares, “confrontando pelo norte com a Estrada da Ponta Vermelha; sueste, com o Cemitério dos Mouros; sudoeste, com a vala do esgoto, e noroeste, com a avenida projectada pela dita sociedade”. Cerca de 1885, a Sociedade deu início às obras.
Este jardim foi profundamente remodelado em 1907, sendo então adoptado o actual desenho.
No final de 2011 o jardim encontrava-se num avançado estado de degradação, tendo sido assinado um protocolo entre entidades públicas e privadas para a sua recuperação.
Depois de um demorado trabalho de reabilitação, foi finalmente reaberto ao público em 21 de Dezembro de 2015.

## Espécies presentes
- Casuarina tenuissima;
- Eucaliptos.